# Thermoproteales
Ordre
Classification phylogénétique
- Ordre : Thermoproteales
  - Famille : Thermofilaceae
    - Genre : Thermofilum

  - Famille : Thermoproteaceae
    - Genre : Caldivirga
    - Genre : Pyrobaculum
    - Genre : Thermocladium
    - Genre : Thermoproteus
    - Genre : Vulcanisaeta

Les Thermoproteales sont un ordre d'archées de la classe des Thermoprotei.